# Hypselodelphys
Hypselodelphys (K. Schum.) Milne-Redh. − rodzaj roślin z rodziny marantowatych. Należy do niego osiem gatunków występujących w zachodniej i środkowej Afryce. Są roślinami żywicielskimi rusałkowatych z rodzaju Bebearia, stanowią też składnik diety szympansów długowłosych. Wykorzystywane są jako rośliny lecznicze, włóknodajne, spożywcze i magiczne.
Nazwa naukowa rodzaju pochodzi od greckich słów υψηλός ('ypsilos – wysoki) i δελφύς (delphys – łono). 

## Morfologia

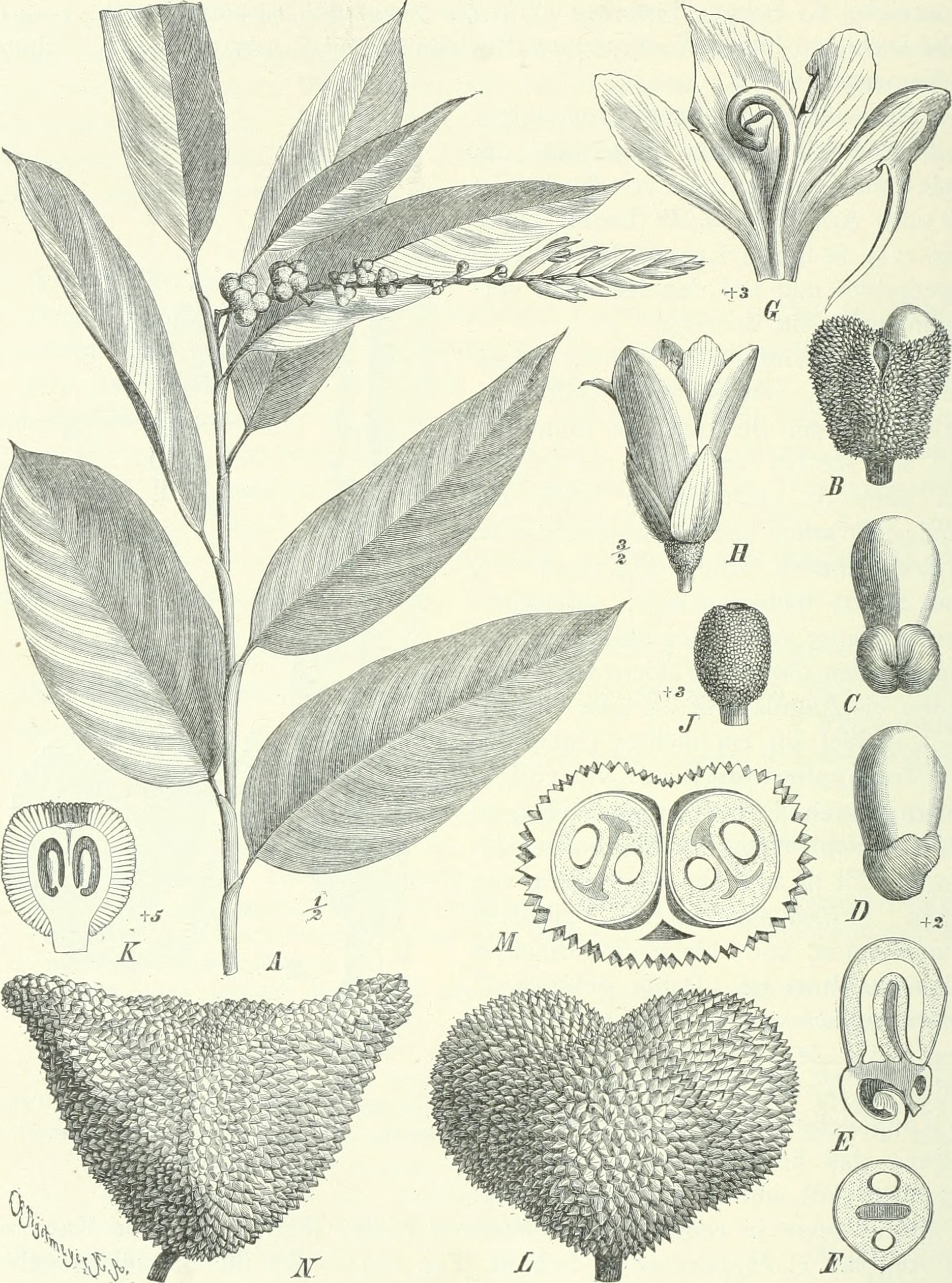
Budowa Hypselodelphys poggeana

PokrójWieloletnie, pnące lub wspinające się rośliny zielne o smukłych, przypominających bambus pędach, osiągających 10 metrów długości.
PędyPędy nadziemne silnie rozgałęzione.
LiścieOgonki liściowe krótkie. Blaszki liściowe podługowate, eliptyczne lub jajowate, zaostrzone, asymetryczne.
KwiatyWyrastają w parach w zredukowanych wierzchotkach zebranych mniej więcej dwurzędowo w prosty lub rozgałęziony kłosowaty kwiatostan. Podsadki podługowatolancetowate, ściśle zachodzące na siebie przed kwitnieniem, krótkotrwałe. Przysadki gruczołowate, rogowate. Listki zewnętrznego okółka okwiatu wolne, nieco nierówne. Listki wewnętrznego okółka zrośnięte w rurkę, około jednej czwartej długości łatek, które są odgięte i często żłobkowane odosiowo. Dwa zewnętrzne prątniczki listkowate, różnej wielkości. Kapturkowaty prątniczek z wyrostkiem rozwidlonym na dwie nierówne części. Zalążnia trójkomorowa, szorstka. Szyjka słupka gruba, zakrzywiona wierzchołkowo, zwieńczona nieco wklęsłym, skośnym znamieniem.
OwoceNiepękające, szorstkie, trójklapowane torebki.
Gatunki podobneTrachyphrynium braunianum o pękających owocach i nasionach z dużą osnówką.

## Systematyka
Pozycja systematycznaRodzaj z rodziny marantowatych (Marantaceae) z rzędu imbirowców (Zingiberales).
Wykaz gatunków
- Hypselodelphys hirsuta (Loes.) Koechlin
- Hypselodelphys lopei A.C.Ley
- Hypselodelphys poggeana (K.Schum.) Milne-Redh.
- Hypselodelphys scandens Louis & Mullend.
- Hypselodelphys triangularis Jongkind
- Hypselodelphys velutina Jongkind
- Hypselodelphys violacea (Ridl.) Milne-Redh.
- Hypselodelphys zenkeriana (K.Schum.) Milne-Redh.

## Zastosowanie użytkowe
Rośliny leczniczeW medycynie tradycyjnej w Kamerunie przetwory z korzeni H. scandens stosuje się przy leczeniu ran, bólów głowy i problemów z sercem. W Demokratycznej Republice Konga wywar z korzenia H. scandens stosowany jest jako lewatywa na hemoroidy. Preparaty z kłączy H. zenkeriana stosuje się w leczeniu owrzodzeń. W Beninie liście H. violacea stanowią składnik preparatów pitych w celu leczenia kifozy. W rejonie rzeki Ubangi w Afryce Środkowej suszone i sproszkowane owoce H. violacea stosowane są jako środek wymiotny i w przypadku ukąszeń przez węże.
Rośliny spożywczeW Sierra Leone spożywa się miąższ owoców H. poggeana i H. violacea.
Rośliny włóknistePędy roślin z gatunków Hypselodephys poggeana, H. scandens i H. violacea wykorzystywane są do wiązania, szczególnie przy budowie chat, i robienia pułapek na małe zwierzęta. Pędy H. zenkeriana wykorzystywane są jako tyczki przy budowie chat. W Demokratycznej Republice Konga rozcięte łodygi wykorzystuje się do wyplatania mat i kapeluszy. Podobnie wykorzystywane są łodygi H. violacea w Gabonie. W Ghanie puste w środku łodygi H. poggeana i H. violacea służą jako gwizdki. Liście H. scandens wykorzystuje się na strzechy, do owijania i pakowania żywności. W Kamerunie wytwarza się z nich takie artykuły, jak kubki, lejki, wachlarze i parasole. Liście H. poggeana i H. violacea służą do pakowania.
Rośliny magiczneŁodygom Hypselodelphys violacea przypisuje się działanie magiczne, odstraszające czarownice; były używane jako różdżki.
Inne zastosowaniaW Nigerii nasiona H. poggeana  używane są do wyrobu naszyjników. W Demokratycznej Republice Konga dziewczęta czasami noszą kawałek ogonka liściowego tej rośliny jako ozdobę górnej wargi.